# Kit Harington

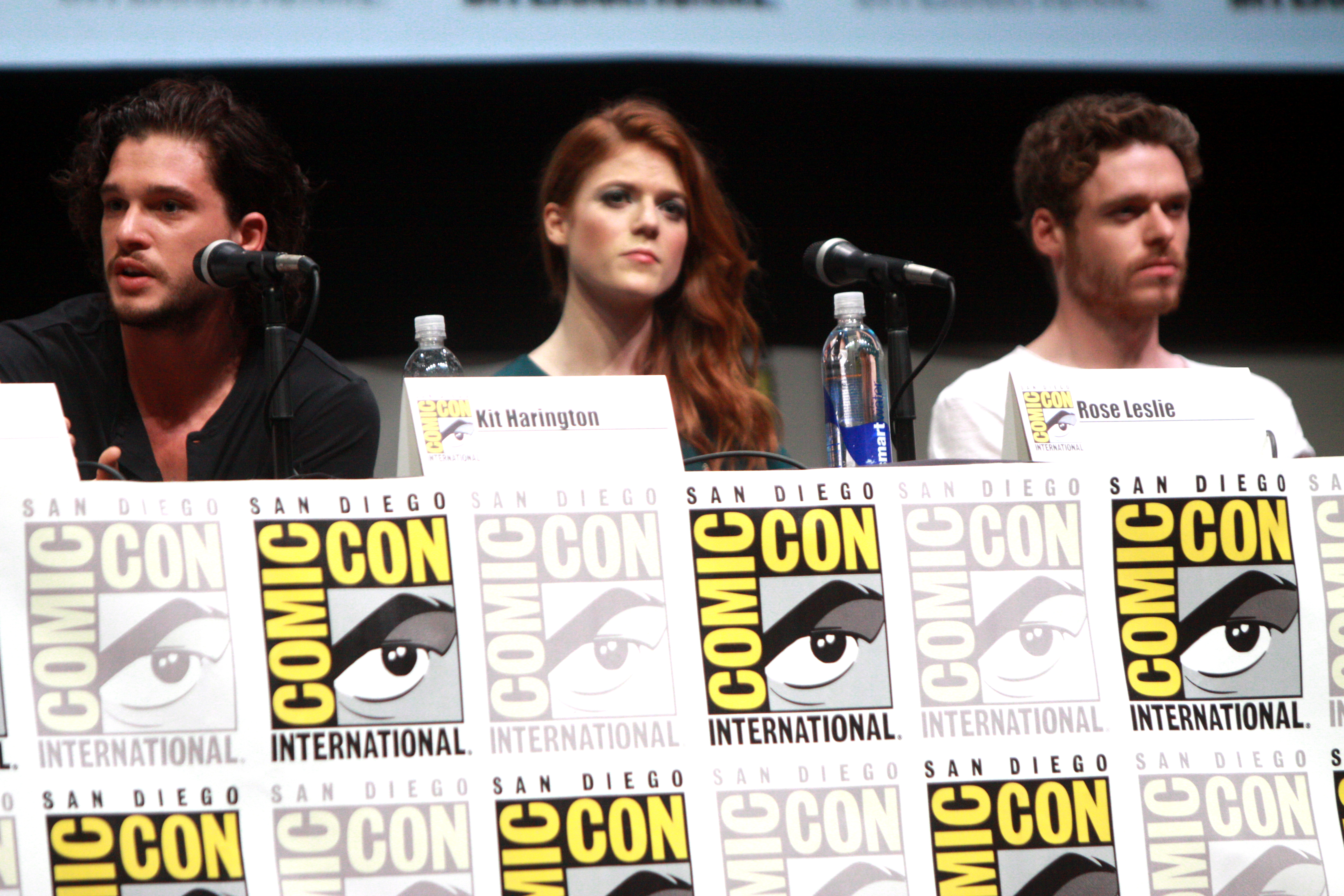
Kit Harington, Rose Leslie i Richard Madden (2013)

Kit Harington, właśc. Christopher Catesby Harington (ur. 26 grudnia 1986 w Londynie) – brytyjski aktor, odtwórca roli Jona Snowa w Grze o tron.

## Życiorys

### Wczesne lata
Urodził się 26 grudnia 1986 w londyńskiej dzielnicy Acton jako syn Deborah Jane z domu Catesby (dramaturg) oraz Davida Haringtona (przedsiębiorcy, baroneta Ridlington). Imię otrzymał po Christopherze Marlowe, angielskim dramatopisarzu i poecie okresu elżbietańskiego. Według własnych wspomnień nie znał swojego pełnego imienia do ukończenia jedenastego roku życia.
W latach 1992–1998 uczęszczał do Southfield Primary School. Gdy miał jedenaście lat, jego rodzina przeprowadziła się do Worcestershire, gdzie do 2003 uczył się w Chantry High School. Aktorstwem zaczął się interesować w wieku czternastu lat po obejrzeniu sztuki Czekając na Godota Samuela Becketta. W latach 2003–2005 kształcił się w Worcester Sixth Form College. Po ukończeniu szkoły przeprowadził się z powrotem do Londynu. W 2008 został absolwentem Royal Central School of Speech and Drama przy Uniwersytecie Londyńskim.

### Kariera aktorska
Początkowo planował zostać dziennikarzem. W 2008 dostał rolę Alberta w adaptacji War Horse wystawianej przez Royal National Theatre. Sztuka ta otrzymała dwie nagrody Laurence Olivier Award, a aktorowi przyniosła pewną rozpoznawalność.
Kit Harington wziął udział w castingu do serialu Gra o tron, został obsadzony w roli Jona Snowa, jednego z głównych bohaterów serialu produkcji HBO. Za tę rolę otrzymał w 2012 nominację do Saturna w kategorii „najlepszy drugoplanowy aktor telewizyjny”. W 2016 został nominowany do Nagrody Emmy w kategorii „najlepszy aktor drugoplanowy w serialu dramatycznym”.
W produkcji filmowej zadebiutował w 2012 rolą Vincenta w Silent Hill: Apokalipsa. Za tę rolę został nagrodzony tytułem „aktora roku” w ramach nagród Young Hollywood Awards w 2013. W 2014 wystąpił jako Milo w filmie Paula W.S. Andersona Pompeje u boku Emily Browning, Kiefera Sutherlanda i Carrie-Anne Moss. W tym samym roku wystąpił w produkcji Siódmy syn, a w 2017 zagrał jedną z głównych ról w miniserialu Spisek prochowy, którego był współtwórcą.

## Życie prywatne
W 2017 zakupił pochodzący z XV wieku dom w Ipswich. W 2018 ożenił się z aktorką Rose Leslie, którą poznał na planie Gry o tron.

## Filmografia

### Filmy fabularne
| Tytuł                                 | Rok  | Rola                   |
| ------------------------------------- | ---- | ---------------------- |
| Silent Hill: Apokalipsa               | 2012 | Vincent Smith          |
| Pompeje                               | 2014 | Milo                   |
| Jak wytresować smoka 2                | 2014 | Eret (dubbing)         |
| Testament młodości                    | 2014 | Roland Leighton        |
| Siódmy syn                            | 2014 | Billy Bradley          |
| Tajniacy: Mniejsze zło                | 2015 | Will Holloway          |
| Siedem dni w piekle                   | 2015 | Charles Poole          |
| Wendeta                               | 2016 | Samuel                 |
| The Death and Life of John F. Donovan | 2018 | John F. Donovan        |
| Zog                                   | 2018 | Sir Gadabout (dubbing) |
| Jak wytresować smoka 3                | 2019 | Eret (dubbing)         |
| Eternals                              | 2021 | Dane Whitman           |
| Baby Ruby                             | 2022 | Spencer                |
| Blood for Dust                        | 2023 | Ricky                  |
| The Beast Within                      | 2024 | Noah                   |

### Seriale telewizyjne
| Tytuł           | Rok       | Rola           | Uwagi                                                        |
| --------------- | --------- | -------------- | ------------------------------------------------------------ |
| Gra o tron      | 2011–2019 | Jon Snow       | główna rola                                                  |
| Spisek prochowy | 2017      | Robert Catesby | główna rola, również scenarzysta i współproducent wykonawczy |

### Teatr
| Tytuł     | Rok  | Rola             | Teatr                  |
| --------- | ---- | ---------------- | ---------------------- |
| War Horse | 2008 | Albert Narracott | Royal National Theatre |
| Posh      | 2010 | Ed Montgomery    | Royal Court Theatre    |
| The Vote  | 2015 | Colin Henderson  | Donmar Warehouse       |
| Faust     | 2016 | Faust            | Duke of York’s Theatre |
| True West | 2018 | Austin           | Vaudeville Theatre     |

### Gry komputerowe
| Tytuł                          | Rok  | Postać (dubbing) |
| ------------------------------ | ---- | ---------------- |
| Game of Thrones                | 2015 | Jon Snow         |
| Call of Duty: Infinite Warfare | 2016 | Salen Kotch      |